# Alexander zu Dohna-Schlobitten (1899–1997)
Wilhelm Hermann Alexander Fürst zu Dohna-Schlobitten (* 11. Dezember 1899 in Potsdam; † 29. Oktober 1997 in Basel) war ein deutscher Großgrundbesitzer, Offizier und Autor.

## Leben

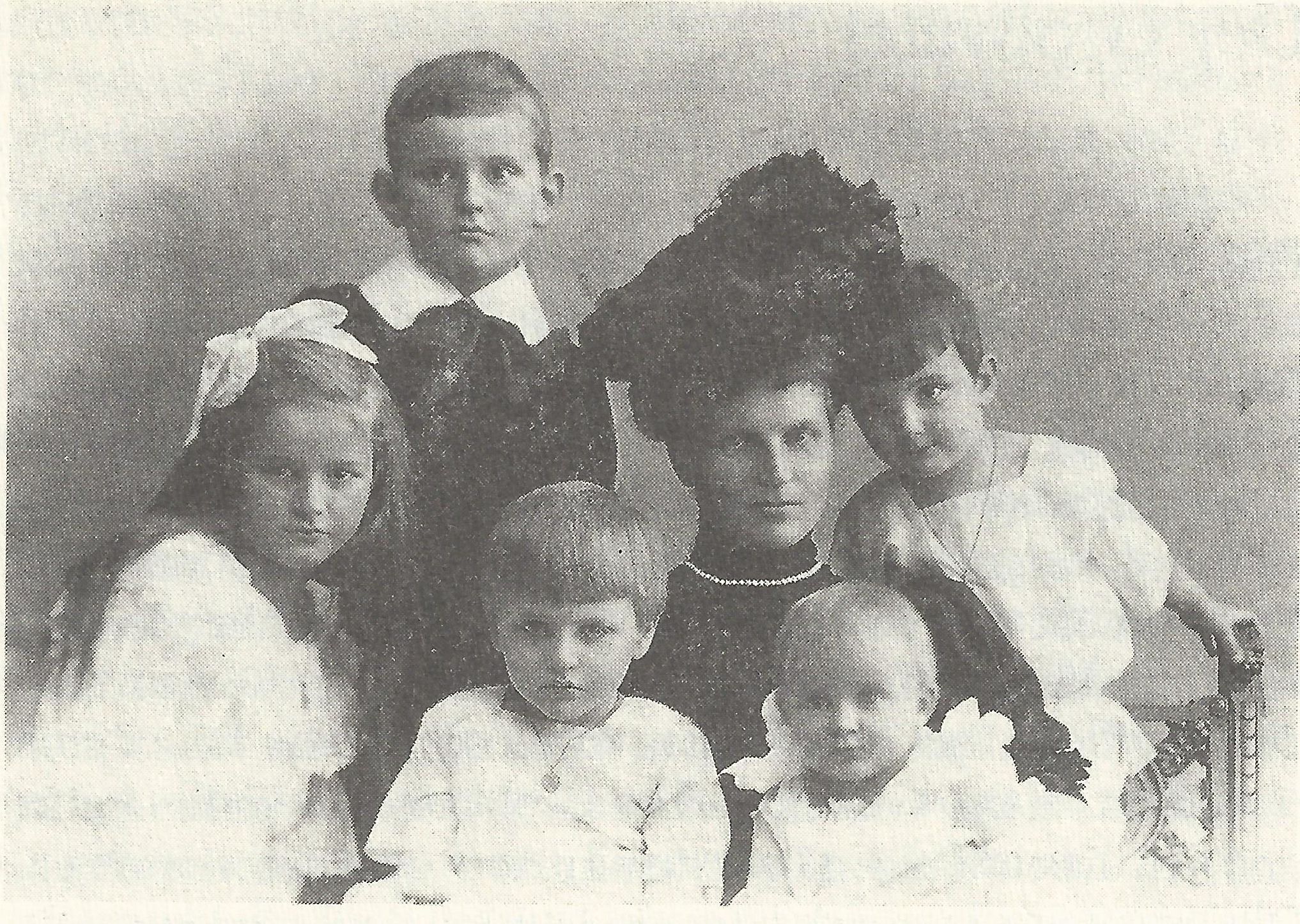
Alexander, Fürst zu Dohna-Schlobitten mit Mutter (Marie Mathilde geb. Prinzessin zu Solms-Hohensolms-Lich) und Geschwistern, 1906; von links Ursula Anna, Alexander, Victor-Adalbert, Agnes und Christof

Die Kindheit verlebte Alexander zu Dohna-Schlobitten in Potsdam, auf Gut Behlenhof und später auf Schloss Schlobitten im gleichnamigen Ort in Ostpreußen, dem Stammsitz seiner Familie. Im Ersten Weltkrieg wurde er auf Grund der Gefahr des Einmarsches der Russen mit seinen Geschwistern nach Darmstadt zum Großherzog von Hessen, Ernst-Ludwig, der über seine Mutter Marie Mathilde Prinzessin zu Solms-Hohensolms-Lich mit ihm verwandt war, evakuiert. Nach der Schulzeit in Darmstadt folgten zwei Jahre in Davos, wo er 1918 das Notabitur ablegte. Anschließend wurde er als Fahnenjunker in das Regiment der Gardes du Corps aufgenommen. Die kurze restliche Kriegszeit verbrachte er in der Nähe von Kursk. Nach Kriegsende und dem Tod seines Vaters Richard Emil zu Dohna-Schlobitten (1872–1918) erhielt der nunmehrige Fürst zu Dohna eine praktische Ausbildung in Forst- und Landwirtschaft.
Dohna bewirtschaftete von 1924 bis 1945 die ostpreußischen Begüterungen Schlobitten und Prökelwitz. 1926 heiratete er Freda Antoinette Gräfin von Arnim-Muskau. Aus der Ehe gingen sechs Kinder hervor: Sophie Mathildie (* 1927), Richard (1929–1939), Friedrich (* 1933), Alexandra (1934–2020), Ludwig (* 1937) und Johanna (* 1943).

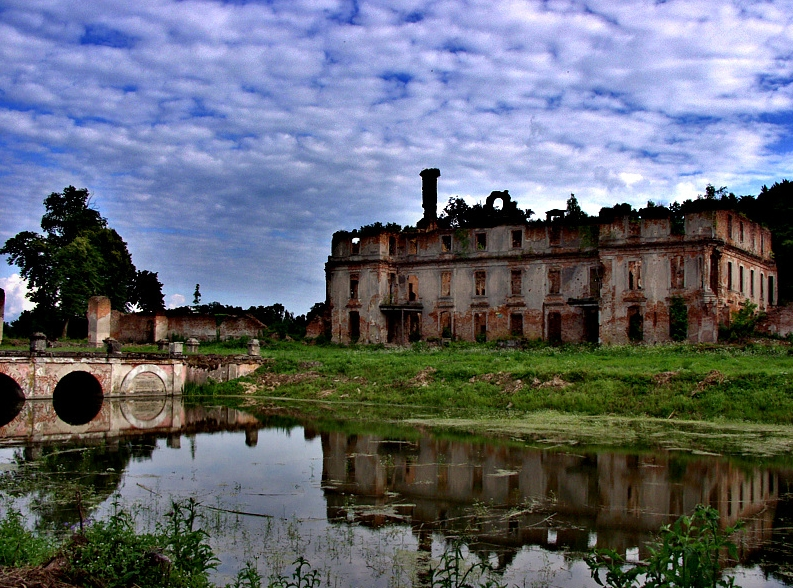
Die Ruinen von Fürst Dohnas ehemaligem Wohnsitz, Schloss Schlobitten

Dem Beginn der nationalsozialistischen Herrschaft stand er aufgeschlossen gegenüber, über seinen ehemaligen Klassenkameraden Karl Wolff wurde er mit Heinrich Himmler und Hermann Göring bekannt. Er trat der SS bei und brachte es bis zum SS-Oberscharführer. Von 1930 bis 1939 war Dohna-Schlobitten Mitglied im Johanniterorden, seit 1937 als Rechtsritter. Das Johanniter-Ordensblatt vom November 1939 meldet dann in einer Nachweisung seinen Austritt aufgrund der Doppelmitgliedschaft mit der NSDAP.
Zu Beginn des Zweiten Weltkrieges wurde er als Reserveoffizier reaktiviert und nahm am Überfall auf Polen sowie später am Krieg gegen die Sowjetunion teil. Im Range eines Rittmeisters der Reserve wurde er am 18. Januar 1943 als einer der letzten Angehörigen der 6. Armee aus dem Kessel von Stalingrad ausgeflogen, um Geheimpapiere von Generaloberst Paulus an das Oberkommando des Heeres zu überbringen. Kurz zuvor hatte er Kenntnis von den konkreten Plänen des militärischen Widerstandes, Hitler beseitigen zu wollen, erhalten, nahm jedoch nicht aktiv an den Vorbereitungen dazu teil.
Während seines Einsatzes an der italienischen Front wurde Dohna im Mai 1944 wegen Ungehorsams und politischer Unzuverlässigkeit aus der Wehrmacht ausgeschlossen, weil er sich zuvor geweigert hatte, einen Erschießungsbefehl des deutschen Oberbefehlshabers in Italien, Generalfeldmarschall Albert Kesselring, weiterzuleiten. Dieser Befehl ordnete die Exekution eines gefangen genommenen 15-köpfigen amerikanischen Kommandotrupps an. Dohna begründete seine Weigerung mit dem Hinweis auf die Genfer Konvention, da sich die Amerikaner freiwillig und uniformiert in deutsche Gefangenschaft begaben, nachdem die Durchführung ihres Auftrags gescheitert war und die deutschen Truppen alarmiert waren. Nach seiner Auffassung sollten sie daher als Kriegsgefangene und keineswegs als Saboteure behandelt werden. „Ich wies darauf hin, dass es sich um reguläre Soldaten handelte, die sämtlich in Kampfanzüge gekleidet seien; die beiden Offiziere trügen vorschriftsmäßig ihre Rangabzeichen.“
Sein Vorgesetzter, General der Infanterie Anton Dostler, der als ranghöherer Offizier im Gegensatz zu Dohna Kenntnis von einer geheimen Anweisung Hitlers, dem sogenannten Kommandobefehl, hatte, leitete Kesselrings Anweisung dann persönlich weiter und die Gefangenen wurden exekutiert. Dostler wurde dafür nach Kriegsende von den Amerikanern abgeurteilt und am 1. Dezember 1945 hingerichtet.
Dohna organisierte 1945 den größten geschlossenen Flüchtlingstreck aus Ostpreußen: Am 22. Januar 1945 brach unter seiner Führung der sorgsam vorbereitete Treck der Begüterungen Schlobitten und Prökelwitz Richtung Westen auf. Nach neun Wochen und zahlreichen Umwegen legte der Dohnasche Treck über Westpreußen, Pommern, Mecklenburg und Niedersachsen ca. 1500 Kilometer zurück und wurde am 20. März 1945 im damaligen Landkreis Grafschaft Hoya  bei Bremen aufgelöst. 330 Personen, 140 Pferde (darunter 31 Trakehner-Zuchtstuten) und 38 Wagen kamen dort an.
Zunächst lebte Dohna mit seiner Familie von 1945 bis 1948 in Thedinghausen. 1946 war er Mitbegründer des Göttinger Arbeitskreises.
1948 zog er in die Schweiz. Er erhielt dort sofort einen schweizerischen Pass, da die Dohnas seit 1657 das erbliche Berner Bürgerrecht besaßen. Nachdem er zehn Jahre als leitender Angestellter bei Hoffmann-La Roche in Grenzach gearbeitet hatte, machte sich Dohna selbstständig. Von 1961 bis 1979 betrieb er in Lörrach eine chemische Schnellreinigung und zog privat von Grenzach nach Basel um.
Er war seit 1922 Mitglied des Corps Borussia Bonn.

## Leistungen
Alexander zu Dohna-Schlobitten konnte kurz vor Ende des Krieges einen bedeutenden Teil des Inventars von Schloss Schlobitten retten, bevor es nach Besetzung durch die Rote Armee durch Brandstiftung zerstört wurde. Die Sammlung Dohna-Schlobitten zeigte bis 2019 im Berliner Schloss Schönhausen Kunstwerke aller Gattungen in ihrem über Jahrhunderte gewachsenen Zusammenhang. Inzwischen wird die Sammlung im Schloss Doberlug gezeigt.
Durch die Rettung von 31 Trakehner-Zuchtstuten aus seinem Gut Schlobitten machte sich Dohna um den Neubeginn dieser bedeutenden Pferdezucht in Westdeutschland nach dem Krieg verdient.
Aus der Erkenntnis heraus, dass die ehemaligen deutschen Ostgebiete auf Grund des Unrechts des Nationalsozialismus endgültig verloren seien, unternahm Dohna in den 1970er und 80er Jahren insgesamt elf Reisen nach Polen, um das polnische Volk um Verzeihung zu bitten und um neue Brücken zu schlagen. Mit Beratung, Geld und Sachleistungen unterstützte er polnische Bemühungen, die weitgehend zerstörten Kulturdenkmäler Ostpreußens wenigstens teilweise wiederherzustellen.

## Werke
- Das Dohnasche Schloß Schlobitten in Ostpreußen. Mit Carl Grommelt u. Christine von Mertens, Lothar Graf zu Dohna und Christian Krollmann, in: Bau- und Kunstdenkmäler des deutschen Ostens, Reihe B, Bd. 5, W. Kohlhammer. Stuttgart, 1965, DNB 454375344
- Erinnerungen eines alten Ostpreußen. 1. Auflage, Siedler, Berlin 1989, ISBN 3-88680-330-9.